# Bécordel-Bécourt
Bécordel-Bécourt is een gemeente in het Franse departement Somme (regio Hauts-de-France) en telt 159 inwoners (2004). De plaats maakt deel uit van het arrondissement Péronne.

## Geografie
De oppervlakte van Bécordel-Bécourt bedraagt 3,6 km², de bevolkingsdichtheid is 44,2 inwoners per km².
De onderstaande kaart toont de ligging van Bécordel-Bécourt met de belangrijkste infrastructuur en aangrenzende gemeenten.

## Demografie
Onderstaande figuur toont het verloop van het inwonertal (bron: INSEE-tellingen).